# Friedrich Wimmer
Friedrich Wimmer (Salisburgo, 9 luglio 1897 – Ratisbona, 2 agosto 1965) è stato un generale, avvocato e archeologo austriaco, Generalkommissar für Verwaltung und Justiz (commissario generale per l'amministrazione e la giustizia) del Reichskommissariat Niederlande, governo tedesco di occupazione dei Paesi Bassi, dal maggio 1940 al maggio 1945.
È stato uno dei quattro ministri del Reichskommissar, Arthur Seyss-Inquart. Dopo gli studi superiori, dal 1915 al 1918 servì l'esercito austro-ungarico. Dopo la prima guerra mondiale, riprese gli studi universitari in storia dell'arte a Vienna e Göteborg e, in seguito, lavorò come archeologo presso la Wiener Prähistorische Gesellschaft. Nel 1932, si laureò avvocato. Dal 1934 Wimmer fu membro dell'allora illegale Partito Nazista Austriaco, e dal 1938 membro delle SS.
Dal 1939 al 1940 Wimmer fu Regierungspräsident (presidente del governo locale) a Ratisbona. Dopo l'invasione tedesca dei Paesi Bassi, Arthur Seyss-Inquart, appena nominato Reichskommissar, lo scelse quale suo ministro per l'amministrazione e la giustizia dei Paesi Bassi occupati, carica che ricoprì fino alla resa tedesca nel maggio 1945. Dopo la guerra, fu incarcerato e chiamato come testimone al processo di Norimberga. Le imputazioni a suo carico caddero, nel 1957, sotto un'amnistia. Morì nel 1965 a Ratisbona.